# País Oaș

El País de Oaș, (en rumano: Ţara Oaşului) es una región etnografica e histórica de Rumania ubicada en el extremo noroeste del país, en el distrito de Satu Mare. Tiene un área de aproximadamente 756 kilómetros cuadrados. Negreşti Oaş es la única ciudad de la zona etnografica.

## Geografía
El Pais de Oaş está situado en la depresión de Oaş, entre y en las montañas que le rodean, las montañas de Oaş y las de Gutâi. La depresión de Oaş tiene altitudes entre 400-500m y la cruzan los ríos Tur, Valea Alb, Valea Rea, Lechicioara.

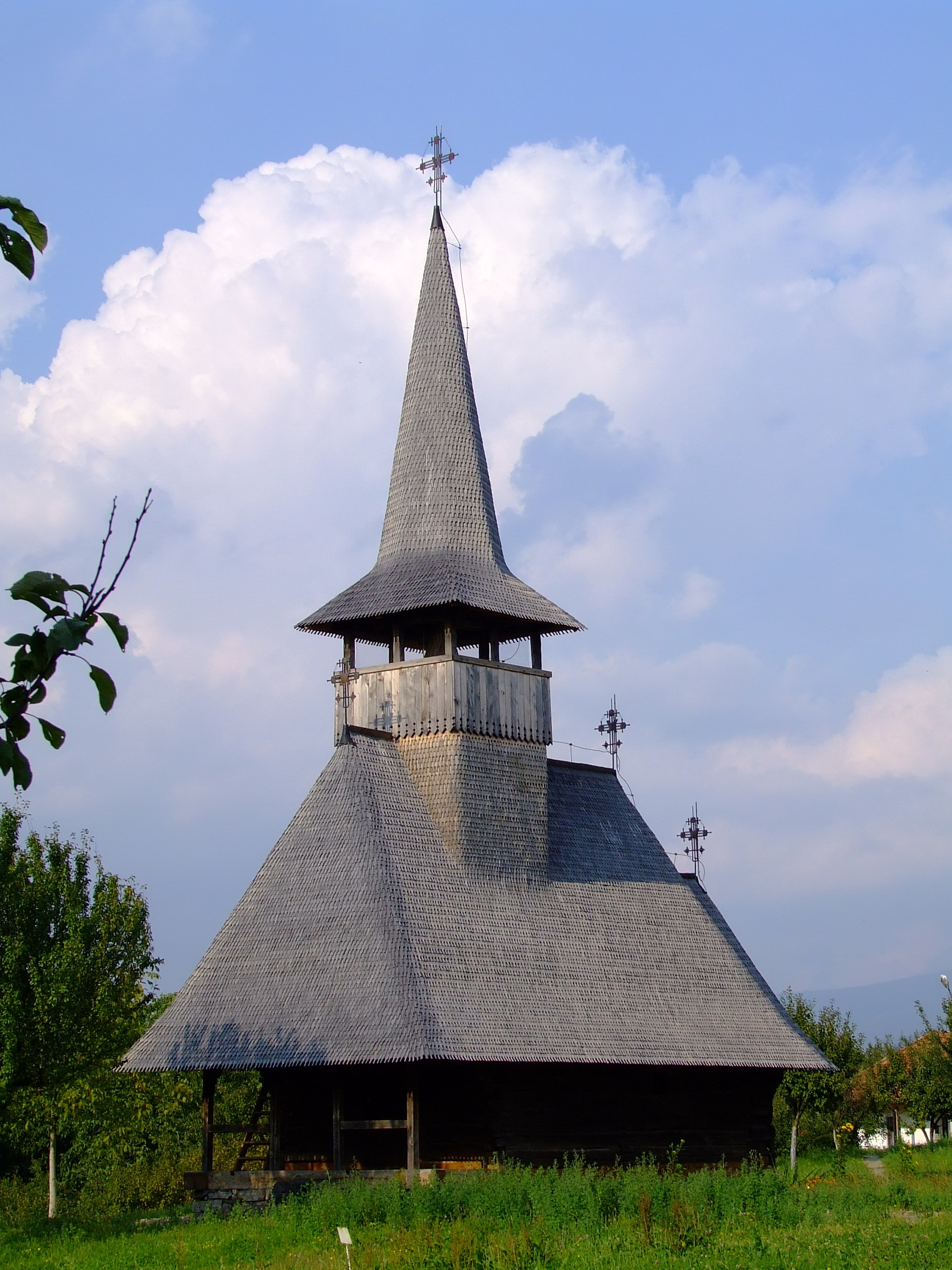
Iglesia del - Museo etnografico de Negrești-Oaș

## Historia
El primer documento que menciona la País de Oaș fecha a partir de 1270, cuando el rey de Hungría donó a un noble varios pueblos.

## Poblados
- Oraşu Nou con las poblaciones de Prilog, Racşa, Remeţi y Oraşu Nou-Vii
- Certeze con las poblaciones de Huta Certeze y Moişeni
- Vama con las población de Vama Băi
- Călineşti-Oaş con las poblaciones de Lechinţa, Pǎşunea Mare, Coca y Dumbrava
- Târşolţ con las población de Aliceni
- Bixad con las poblaciones de Trip Băi, Boineşti, Bixad
- Cămărzana con las población de Cămărzana
- Negrești Oaș ciudad.

## Galería

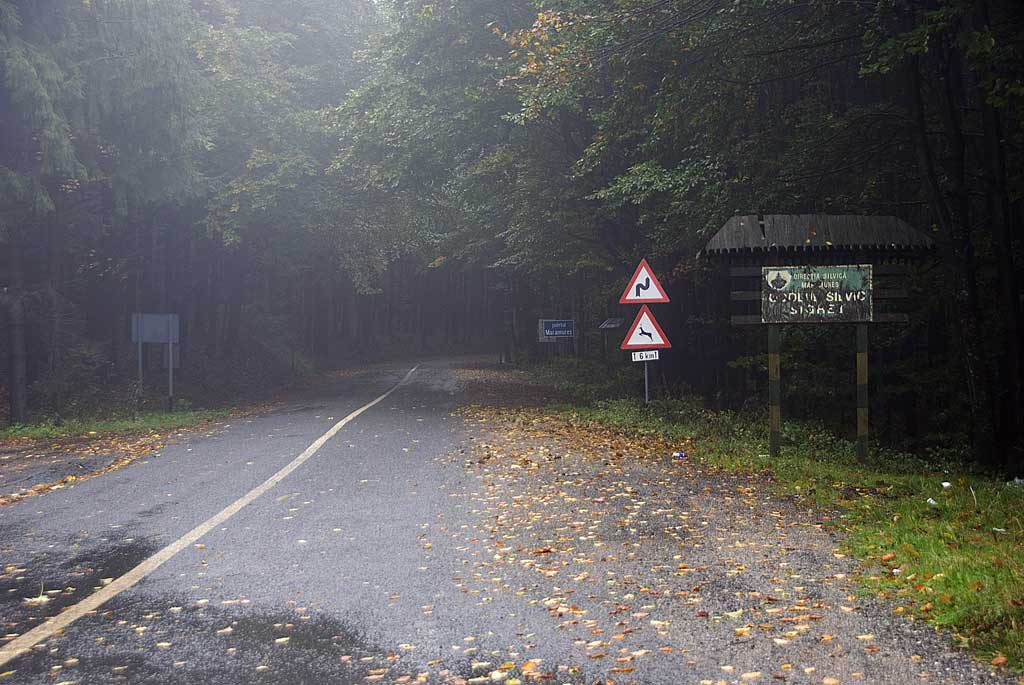
Paso de Huta, año 2008
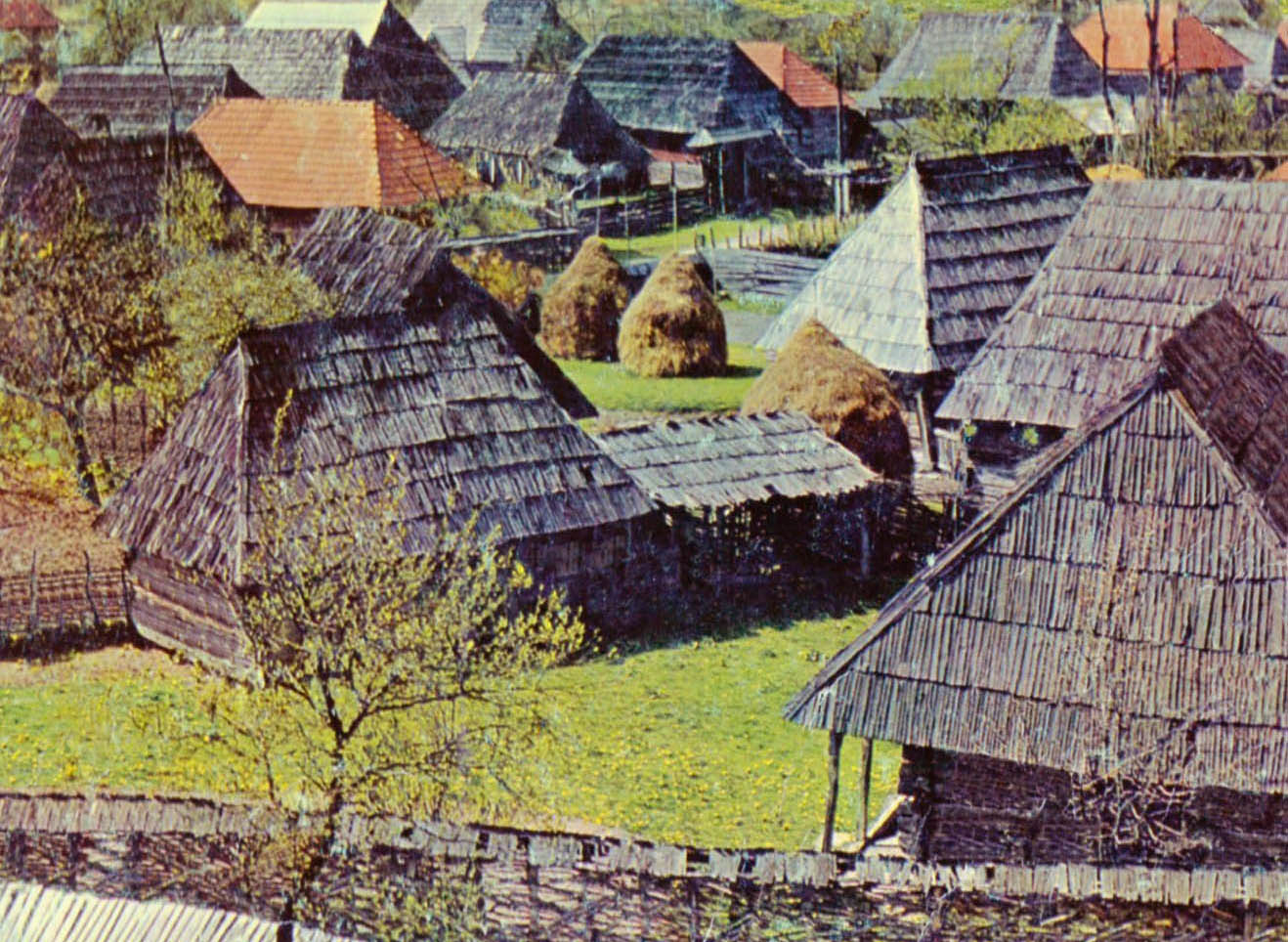
Museo etnografico de Negrești-Oaș, año 1990